# Zabriskie Point (film)
Zabriskie Point è un film, del 1970, diretto da Michelangelo Antonioni.
È stato il secondo di tre lungometraggi girati da Antonioni in lingua inglese, e con attori protagonisti stranieri, per il produttore Carlo Ponti. Gli altri due furono Blow-Up (1966) e Professione: reporter (The Passenger, 1975). Per questo film, il ruolo dei due protagonisti fu affidato da Antonioni a due esordienti non-professionisti: Mark Frechette e Daria Halprin.

## Trama
In un campus universitario di Los Angeles è in corso un'assemblea di studenti; i giovani stanno discutendo sulle azioni rivoluzionarie da intraprendere. Mark partecipa per la prima volta all'assemblea e non ne sembra molto contento. Improvvisamente, chiede la parola e, prendendo spunto da un intervento precedente, si fa beffe del pubblico dichiarandosi disposto a morire, ma non di noia. Quindi abbandona l'aula, tra la disapprovazione generale degli astanti che bollano il suo atteggiamento come "individualista" e pertanto anti-rivoluzionario. Parallelamente, nell'atrio del grattacielo di una grossa azienda (la Sunnydunes Development) sita nei quartieri alti di Los Angeles, Daria, una studentessa che per guadagnare qualche soldo vi lavora come segretaria part-time, chiede all'addetto alla sicurezza di poter recuperare un libro che ha dimenticato.
Qualche giorno dopo Morty, il compagno di stanza di Mark, è arrestato mentre partecipa a una protesta. Mark si reca in centrale per pagargli la cauzione ma risponde male a un poliziotto, che arresta anche lui all'istante. All'agente che prende le sue generalità, dice di chiamarsi Karl Marx, nome che il poliziotto, non avendolo mai sentito nominare prima, annota diligentemente sul formulario della polizia. Una volta rilasciati, i due amici si recano in un'armeria gestita da bianchi razzisti e, fingendosi giovani pronti a difendere le proprie donne dagli afroamericani, riescono entrambi a comprarsi delle armi anche senza le verifiche legali di rito, con la compiacenza dei proprietari.
Intanto, alla Sunnydunes, il dirigente di successo Lee Allen assiste alla proiezione della prossima campagna pubblicitaria dell'azienda: un villaggio di imminente costruzione nel deserto californiano. Invece che attori, appaiono sullo schermo alcuni manichini vestiti da mogli, mariti e figli. Persino gli animali sono finti. Subito dopo Lee riceve, sulla linea privata, una telefonata di Daria che dice di trovarsi nel deserto californiano, in cerca di un villaggio dove un suo amico raccoglie bambini disadattati; la ragazza elude i tentativi del capo di localizzarla e gli dice che si rivedranno direttamente a Phoenix. Il dialogo lascia intuire – senza mai esplicitarla – l'esistenza di un rapporto non solo di lavoro fra i due.

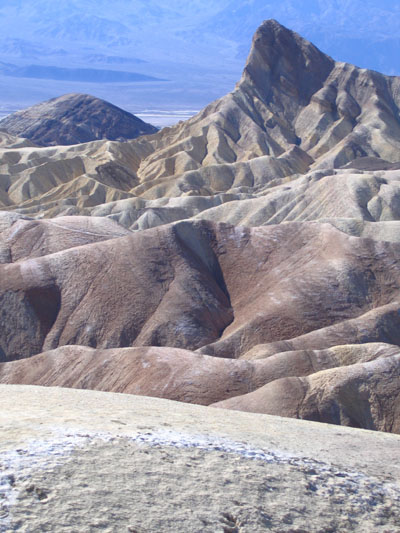
Lo Zabriskie Point nella Valle della Morte (California)

Nel frattempo Mark si reca al campus occupato dagli studenti; dopo l'intervento della polizia per sedare la rivolta, uno studente e un poliziotto sono uccisi. Non è chiaro chi abbia sparato all'agente. Mark ha con sé una pistola, nascosta in uno stivaletto. Per non essere arrestato, scappa cercando di far perdere le proprie tracce. Non torna alla sua automobile ma prende un autobus per Hawthorne dove, dopo aver appreso per telefono da Morty che il suo volto è apparso in televisione, entra in un aeroporto privato e si mette alla guida di un monoplano verso il deserto.
Daria sta guidando con la sua macchina (una Buick degli anni cinquanta) dalla California in direzione di Phoenix, nella confinante Arizona, per recarsi all'appuntamento di lavoro nella villa con Lee, dove sono stati invitati dei clienti per chiudere la trattativa della Sunnydunes. La vecchia Buick è individuata da Mark, che dapprima comincia a volteggiarle sopra e quindi scende, sorvolandola ripetutamente a pochi metri d'altezza. Daria, divertita, esce dalla macchina, e Mark così si accorge che è una ragazza.
Mark finisce il carburante e Daria lo ritrova poco più tardi presso l'officina di un uomo anziano. I due ragazzi paiono piacersi, e Daria dà un passaggio a Mark (che non le ha detto che è senza soldi) fino alla pompa di benzina più vicina. Una volta scesi dall'auto, i due fanno un giro insieme, fino ad arrivare allo Zabriskie Point, nella Valle della Morte. Scendono di corsa fino al fondovalle. Qui si baciano per la prima volta e fanno l'amore. Il luogo deserto sembra allora animarsi: una dopo l'altra, altre coppie si materializzano e fanno anche loro l'amore, disseminate a perdita d'occhio lungo tutta la valle.
Quando i due ragazzi risalgono sulla strada, Daria apprende dalla radio della macchina la notizia dei morti all'università e la collega subito a Mark, che poco prima stava per sparare, non visto, a un poliziotto che si era fermato a chiederle i documenti. Mark le spiega di non esser stato lui a sparare a Los Angeles, e che la sua pistola (nuova) non ha ancora sparato un colpo. Le confessa inoltre che l'aereo non è il suo, ma lo ha rubato.
Insieme tornano dal vecchio dell'officina e dipingono l'aereo con temi psichedelici e slogan pacifisti e irriverenti. Mark rassicura Daria che è in grado di restituire l'aereo al suo proprietario (che nel frattempo ha sporto denuncia). I due si separano, convinti di rincontrarsi. Mark riporta l'aereo all'aeroporto di Hawthorne, ma la polizia, la stampa e il proprietario sono già sulla pista ad attenderlo: dopo l'atterraggio Mark non si ferma all'alt della polizia, che spara e lo uccide.
Daria apprende della morte di Mark dalla radio della macchina. Raggiunge così la villa di Lee e, non vista, scoppia in un pianto dirotto. Il suo capo è impegnato nella difficile trattativa commerciale, ma in un momento di pausa le presta qualche minuto di attenzione e le indica dove può andare a cambiarsi. Daria fa per andare nella stanza che Lee le ha indicato, ma poi si ferma sulla porta. Dopo un breve scambio di sguardi e sorrisi con una domestica amerindia, Daria esce di corsa, sdegnata, torna alla macchina e riparte.
Giunta a poca distanza dalla villa, si ferma ed esce a guardarla da lontano. Mentre dentro le trattative fervono ancora, Daria immagina che la villa esploda in mille pezzi e, con essa, saltino in aria anche suppellettili, librerie, vestiti, elettrodomestici, cibarie e altri beni di consumo. Daria risale in macchina e scompare all'orizzonte; il cielo è infuocato dalla luce rossastra del sole del tramonto.

## Produzione
(Michelangelo Antonioni, 1968)
Michelangelo Antonioni iniziò le riprese del suo secondo film per la Metro-Goldwyn-Mayer, dopo il successo di Blow-Up, nel 1968, protraendole poi per tutto il 1969, anche se le prime idee per il film risalivano al 1966. Grazie al successo inaspettato del film precedente, per l'opera furono stanziati ben 7 milioni di dollari, un budget faraonico per i tempi.
Dopo la stesura di varie bozze preliminari, Antonioni ingaggiò lo sceneggiatore Sam Shepard per redigere il copione. Shepard, Antonioni, il regista Franco Rossetti, lo sceneggiatore Tonino Guerra e Clare Peploe (moglie di Bernardo Bertolucci) collaborarono tutti insieme alla stesura definitiva.
Per le parti dei due protagonisti, Antonioni scelse due ragazzi privi di qualsiasi esperienza recitativa pregressa: Mark Frechette e Daria Halprin. La scelta di Antonioni per il protagonista maschile cadde su Frechette dopo che Sally Dennison, l'assistente di Antonioni e direttrice del casting, vide ad una fermata d'autobus di Charles Street a Boston, un giovane mentre stava urlando durante un violento alterco con una donna affacciata a una finestra, contro la quale gettò un vaso di fiori. La Dennison segnalò il giovane ad Antonioni con la frase: «Ha vent'anni ed odia». La bella Daria era invece figlia della nota danzatrice post-moderna e kinesiterapeuta Anna Halprin. Al contrario, molti dei ruoli comprimari furono affidati ad attori professionisti come, ad esempio, Rod Taylor, G.D. Spradlin (in uno dei suoi primi ruoli importanti dopo molte apparizioni televisive negli Stati Uniti), e Paul Fix, amico di John Wayne apparso in molti dei suoi film. Kathleen Cleaver, figlia del diplomatico Ernest Eugene Neal e attivista membro delle Black Panthers e moglie di Eldridge Cleaver, appare nella scena iniziale della riunione studentesca.
Le riprese iniziarono nel luglio 1968 a Los Angeles. Successivamente la produzione si spostò vicino a Phoenix in Arizona, e da lì nella Valle della Morte. In autunno Antonioni si fece portare cinque tonnellate di colorante nella Valle della Morte per dipingere artificialmente il paesaggio ma l'amministrazione forestale non gli permise di usarlo. Durante le riprese Antonioni rilasciò dichiarazioni polemiche nelle quali criticava l'industria cinematografica statunitense per il suo eccessivo sperpero di denaro, che egli riteneva "quasi immorale". Antonioni richiese di ingaggiare diecimila comparse per la scena d'amore collettiva nel deserto. Scartata l'idea per ragioni di budget, fu deciso di far recitare la scena a membri della nota compagnia teatrale d'avanguardia The Open Theatre, integrati da alcune comparse.
Fra le innumerevoli difficoltà incontrate nella produzione del film (protrattasi per oltre due anni), una delle più clamorose fu un'istanza del Dipartimento di Giustizia degli Stati Uniti, che avanzò il sospetto che la scena di sesso nel deserto violasse una legge (il cosiddetto Mann Act) che impediva il trasferimento di donne da uno Stato all'altro per scopi sessuali. Il fatto che sia la Death Valley che Los Angeles si trovino in California, e che quindi nessuno degli "amanti" avesse varcato confini di Stato, fece cadere l'ipotesi di reato.
Un giovanissimo Harrison Ford compare, non accreditato, nella sequenza della prigione. Ford, che aveva anche una piccola parte come impiegato dell'aeroporto, apparve in una scena poi tagliata in fase di montaggio.
Prima di girare il film, Antonioni chiese anche al gruppo statunitense The Doors di fargli sentire qualche brano. Ascoltò L'America (che sarebbe poi apparso sull'album L.A. Woman nel 1971). Antonioni però non ne rimase impressionato e non nacque nessuna collaborazione. Per la scena finale dell'esplosione della villa nella zona desertica in mezzo alle rocce, furono usate nove macchine da presa in slow-motion, in simultanea.

## Accoglienza e critica
Alla sua uscita nelle sale nel marzo del 1970, il film si rivelò un clamoroso flop al botteghino, incassando circa 2 milioni di dollari e dividendo pubblico e critica. I più rimproverarono al regista di aver visto l'America e i suoi conflitti interni in maniera semplicistica, riduttiva e parziale. Di aver, come si dice, "visto l'America da europeo", di aver piegato la realtà alle sue intenzioni, accusandolo infine di vaghezza, mistificazione e freddezza. Particolarmente dura fu la critica americana. Vincent Canby sul The New York Times definì il film come «un nobile impulso artistico cortocircuitato in una terra straniera»; i personaggi come puramente istintivi e privi di identità e il finale assurdo e ingiustificato. Canby, pur apprezzandone i lavori precedenti, puntò il dito contro l'«austero e puritano Antonioni che ora sembra essersi dato all'erotico sfiorando la comicità involontaria». Gli fece eco Roger Ebert che accusò il film di essere appesantito da ideologie che il regista non è stato in grado di comprendere. A queste critiche il regista così rispose:
(Michelangelo Antonioni, giugno 1970)
Nel 1978 Michael Medved, nel suo libro The Fifty Worst Films of All Time, inserì il film nella lista dei 50 peggiori di sempre. A più di vent'anni dall'uscita, il caporedattore della rivista Rolling Stone David Fricke scrisse che "Zabriskie Point era stato uno dei più straordinari disastri della storia del cinema moderno".
La critica italiana invece appare più articolata. Alcuni condividono il giudizio degli statunitensi. Morandini liquida l'opera di Antonioni come «il film di un provinciale che punta al grandioso» e contesta la pochezza della storia. Secondo Mereghetti «l'interpretazione del ribellismo giovanile già allora suonava enfatica e fasulla». Altri invece apprezzarono il film. Lino Micciché polemizza direttamente con i critici americani:
(Lino Micciché)
Alberto Moravia giudica il film equilibrato se lo si interpreta non già come una mera storia d'amore, ma come una rappresentazione del conflitto tra due opposte visioni del mondo.
(Alberto Moravia)
Il finale, secondo Moravia, rappresenta la "punizione" per la civiltà consumistica per aver permesso che Tanatos prevalesse su Eros.
In retrospettiva Zabriskie Point è stato rivalutato anche come opera rappresentativa del lato trasgressivo e utopico degli anni sessanta, insieme a film come Easy Rider, Il laureato, o Punto zero, diventando un cult movie principalmente grazie alla bellezza degli scenari paesaggistici, all'evocativa scena finale dell'esplosione immaginata della villa, e all'innovativo utilizzo della musica rock nella colonna sonora.
(Filippo Salvatore)

## Colonna sonora

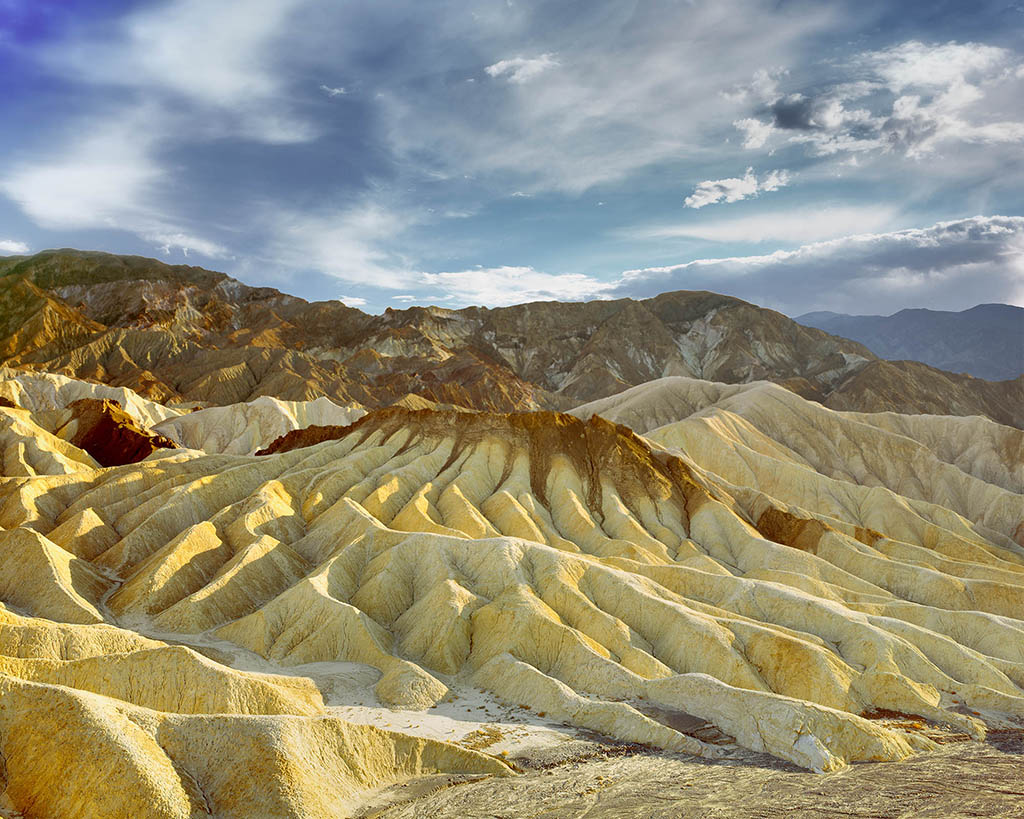
Il suggestivo paesaggio di Zabriskie Point

La celebre colonna sonora era stata originariamente commissionata da Antonioni ai soli Pink Floyd ma, a seguito della persistente insoddisfazione del regista per il materiale proposto, essa finì per comprendere, oltre a tre brani del gruppo inglese: un estratto della celebre Dark Star dei Grateful Dead (nella versione tratta da Live/Dead), brani composti per l'occasione da Jerry Garcia (essenzialmente delle improvvisazioni eseguite con l'altro chitarrista dei Grateful Dead, Bob Weir, suonando in tempo reale di fronte alle immagini proiettate), la canzone You Got the Silver dei Rolling Stones da Let It Bleed (che, per ragioni contrattuali, non comparve mai sull'album della colonna sonora e che ha la peculiarità di essere la prima canzone degli Stones cantata interamente da Keith Richards oltre che la seconda non cantata dal frontman Mick Jagger), il brano Dance of Death di John Fahey (tratto da Dance of Death & Other Plantation Favorites), due brani dei Kaleidoscope, un brano dei Youngbloods e altre due canzoni, interpretate rispettivamente da Patti Page (il classico country Tennessee Waltz) e Roscoe Holcomb.
Memorabile il commento musicale alla scena dell'esplosione della villa nel deserto, che i Pink Floyd accompagnarono con un rifacimento della già edita Careful with That Axe, Eugene reintitolata per l'occasione Come In #51, Your Time Is Up.
La sequenza finale in cui Daria si dilegua nel rosso del tramonto è commentata infine dalla canzone So Young di Roy Orbison, anch'essa esclusa dal disco della colonna sonora e non accreditata neppure nei titoli di testa della pellicola: l'inclusione di quest'ultima canzone nel film fu infatti voluta, all'ultimo momento e all'insaputa dello stesso Antonioni, dalla MGM che volle, con Orbison, inserire nella produzione un artista della propria scuderia. Il testo della canzone recita a un certo punto: «Zabriskie Point is everywhere» («Zabriskie Point è ovunque»); a riprova della natura commerciale della scelta, la MGM ne trasse un 45 giri col sottotitolo: "tema d'amore da Zabriskie Point". La canzone non era presente nella versione conosciuta dal pubblico italiano prima del 2000: la sequenza del tramonto nel minuto finale era infatti anch'essa accompagnata da Come In #51, Your Time Is Up dei Pink Floyd. Questa versione è oggi rintracciabile solo in VHS.
Fra i molti brani proposti per l'occasione dai Pink Floyd ma scartati da Antonioni, vi era un tema di pianoforte destinato alla sequenza degli scontri fra manifestanti e polizia, scritto dal tastierista Richard Wright: il tema (in quel momento intitolato The violent sequence) fu in seguito riutilizzato dal gruppo nel 1973, divenendo la canzone Us and Them, inclusa per ironia della sorte sull'album più venduto della loro storia: The Dark Side of the Moon.
Nella colonna sonora del film, precisamente nella celebre scena dell'amore di gruppo nel deserto, era prevista molta più musica di John Fahey, già registrata ed approvata da Antonioni. Ma a causa di un grosso diverbio tra Fahey e il regista circa le rispettive vedute politiche, che sfociò in una rissa al ristorante, la musica di Fahey non venne utilizzata nella sua interezza e nel film se ne può ascoltare solo un breve accenno.

## Censura
Zabriskie Point fu classificato dalla Commissione per la revisione cinematografica del Ministero per i beni culturali e ambientali come vietato ai minori di diciotto anni. La commissione inoltre impose i seguenti tagli:
- La panoramica della testa del giovane e quella della ragazza. Rimane invariata la stessa inquadratura dal momento in cui il giovane accarezza la testa della protagonista in poi;
- L'inquadratura in cui un uomo si china e si sofferma con la testa fra le gambe di una donna, mentre un altro uomo sta a gambe divaricate sulla testa della stessa donna.[24]

Documento N. 55745, controfirmato il 24 marzo 1970 dal sottosegretario  Franco Evangelisti.

## Riferimenti in altre opere
- Zabriskie Point ha chiaramente influenzato gli autori di un videoclip del noto gruppo rock inglese Oasis, nella fattispecie il video di Who Feels Love?: oltre alla stessa location (la Valle della Morte), esso raffigura anche l'esplosione di oggetti di consumo (un computer, un amplificatore per chitarra) con chiaro riferimento alla famosa scena finale del film.[senza fonte]
- Nella puntata 6x07 della serie tv americana I Griffin, dopo essere fuggiti a gambe levate dalla casa diroccata pronta ad esplodere, Stewie e Brian vengono ripresi al rallentatore mentre sono in volo e avviene l'esplosione. La detonazione viene mostrata più volte da più angolature come nel finale del film.
- Il videoclip del singolo Today degli Smashing Pumpkins è ispirato a Zabriskie Point. Infatti nel video sono presenti citazioni di scene del film; inoltre l'ambientazione è identica a quella del film di Antonioni.
- Il videoclip del singolo Gangster Tripping di Fatboy Slim è ispirato alle famose scene delle esplosioni presenti al termine del film.
- Il film documentario Behemoth cita esplicitamente la scena delle esplosioni al termine del film.